# Hyaku-monogatari
Hyaku-monogatari (jap. 百物語); pełna nazwa: hyaku-monogatari kaidan-kai (jap. 百物語怪談会 wieczorne spotkanie grupy osób w celu opowiadania strasznych historii) – japońska, tradycyjna zabawa towarzyska, popularna zwłaszcza w okresie Edo.
Gra rozpoczynała się po zmroku w pokoju, w którym zapalano świece. Uczestnicy gry kolejno prezentowali swoje kaidany – opowieści grozy. Po zakończonej opowieści gaszono jedną świecę, tym samym stopniowo zaciemniając pokój i budując nastrój.
Powszechnie wierzono, że gra miała być swoistym rytuałem przyzywania. Opowiadane kaidany miały gromadzić energię duchową w pomieszczeniu, a gaszenie świec miało pozwalać duchom podchodzić coraz bliżej, aż do ostatecznego ujawnienia się po zgaszeniu ostatniej świecy.
Zabawa w hyaku-monogatari przetrwała do dzisiaj, w uwspółcześnionej formie (latarka zamiast świec). Popularna jest wśród japońskich nastolatków, pojawia się także jako jedna z nocnych atrakcji na niektórych polskich konwentach mangi i anime.

## Występowanie w mediach
- Na kanwie hyaku-monogatari powstał w Japonii program telewizyjny Kaidan hyaku-monogatari
- Komiks internetowy Institute of Metaphysics użył gry w hyaku-monogatari przez bohaterów jako podstawę jednej z sag[1]